# Il leone di Venezia
Il leone di Venezia è un  film muto italiano del 1914 diretto da Luigi Maggi.